# Sacred Heart
Sacred Heart – miasto w Stanach Zjednoczonych, w stanie Minnesota, w hrabstwie Renville.